# Megabalanus transsylvanicus
Megabalanus transsylvanicus is een zeepokkensoort uit de familie van de Balanidae. De wetenschappelijke naam van de soort is voor het eerst geldig gepubliceerd in 1950 door Kolosváry.